# Alexandre von Kaulbars

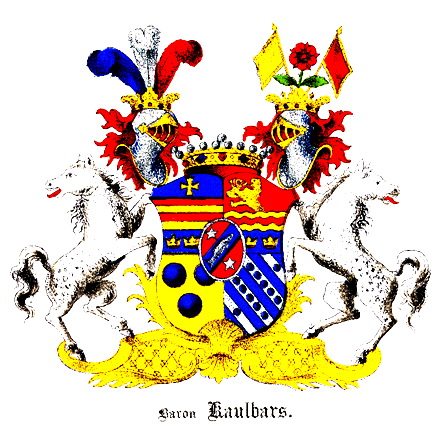
Armes des barons von Kaulbars

Alexandre Vassilievitch von Kaulbars (en russe : Александр Васильевич фон Каульбарс ; Pétrograd, 14 mai 1844 - Paris 15e, 25 janvier 1925), né Alexander Wilhelm Andreas von Kaulbars, est un baron balte d'origine germanique, sujet de l'Empire russe et général de l'armée impériale.

## Biographie
Fils d'un général germano-balte, il appartenait par ses origines à un milieu de l'aristocratie germanique russifiée, lors des conquêtes russes du XVIIIe siècle sur la Suède (ancienne puissance souveraine des côtes de la Baltique), qui cherchait constamment à prouver sa loyauté à l'égard du trône impérial.
Il poursuivit ses études à Saint-Pétersbourg, à l'École militaire des Junkers de la cavalerie de la Garde impériale Nicolas (devenue en 1864, l'École de cavalerie Nicolas), établissement prestigieux réservé aux fils de l'aristocratie militaire. Il en sortit diplômé en 1861. Ensuite, il entra à l'Académie militaire de l'État-major-général Nicolas, qui formait les futurs officiers du haut-commandement.
Par la suite, il servit au Turkestan, lors des conquêtes russes. En 1872, il fut nommé colonel. En 1874, il fut nommé à l'état-major de la 8e division de cavalerie. En 1879, il fut élevé au grade de général-major de cavalerie.
En 1880, il fut appelé au ministère de la Guerre de la jeune principauté de Bulgarie. Cet État, semi-autonome depuis la victoire russe sanctionnée par le traité de San Stefano, luttait pour son indépendance vis-à-vis de l'Empire ottoman. Mais la faiblesse de la Sublime Porte, dont les possessions dans les Balkans en faisaient « l'homme malade de l'Europe », suscitait les convoitises d'autres puissances : la Russie, avec sa victoire de 1878, teintait sa politique diplomatique de panslavisme, tandis que le nouvel Empire allemand défendait, d'abord d'un point de vue économique, les Turcs et que l'Autriche-Hongrie se laissait séduire par le pangermanisme. L'Angleterre quant à elle défendait sa toute-puissance maritime en refusant une mainmise russe sur les Détroits et par le congrès de Berlin chercha à contenir les Panslaves.
C'est dans ce contexte que le général von Kaulbars, devenu ministre de la Guerre en Bulgarie, appela d'autres conseillers russes et participa à la formation militaire de l'élite bulgare, en prenant en main certains comités ministériels au sein du fragile gouvernement du prince de Battenberg.
En 1883, le général von Kaulbars commanda la 15e division de cavalerie ; en 1891, il fut élevé au grade de général-lieutenant. En 1894 il fut nommé commandant du 2e corps d'armée de cavalerie et, trois ans plus tard, de la 2e armée de Sibérie. En 1900, il fut nommé général de cavalerie et servit à Odessa. L'année suivante, il commandait toutes les forces armées de la région militaire d'Odessa.
En octobre 1904, il commanda la 3e armée de Mandchourie, et pendant la guerre russo-japonaise fut transféré à la tête de la 2e armée de Mandchourie, en janvier 1905. La désastreuse bataille de Moukden marqua la fin de l'apogée de sa carrière.
En août 1905, il fut rappelé à Odessa, où il soutint fermement la monarchie pendant la révolution de 1905, puis devint, en 1909, membre du Conseil de Guerre.
Au début de la Première Guerre mondiale, malgré son âge avancé, il se trouvait en service sur le front nord-ouest. Un an plus tard, il donna sa démission.
En 1916, il fut nommé gouverneur militaire d'Odessa. Les troubles de la révolution le conduisirent à émigrer en France, où il mourut dans la gêne en 1925.
Il est enterré au cimetière russe de Sainte-Geneviève-des-Bois, près de Paris.
Il était le frère du général Nicolas von Kaulbars.

## Explorateur
Lorsqu'il fut au Turkestan, Alexandre von Kaulbars se livra à des études géographiques. C'est ainsi qu'en 1869, il participa à une expédition au Syr-Daria, découvrit des contrées non-étudiées par les Européens, comme les environs du lac Issyk-Koul. Il en rapporta une monographie intitulée Études géographiques concernant le Tian Shan.
En 1870, il parcourut les abords de la frontière sino-russe et explora des montagnes du Tian Shan et de l'Himalaya. L'année suivante, il se rendit en Chine. En 1872, en qualité d'envoyé du gouverneur-général du Goudja, Kaulbars mena une mission diplomatique en Kachgarie, auprès de Yakoub-Bek et en profita pour explorer la région.
En 1873, il explora les environs de l'Amou-Daria, et découvrit une voie d'eau conduisant en mer d'Aral, puis il partit pour le Yania-Daria et le Syr-Daria. De toutes ces expéditions, il écrivit des études avec des atlas. Il fut décoré de médailles d'instituts de géographie.
En 1900, il participa à la lutte contre la révolte des Boxers en Chine.